# Abadía
Pour les articles homonymes, voir Abadia.
Abadía est une commune de la province de Cáceres dans la communauté autonome d'Estrémadure en Espagne.